# 마성 나들목
마성 나들목(Maseong IC)은 경기도 용인시 처인구 포곡읍 마성리와 기흥구 동백동에 걸쳐 설치된 영동고속도로의 14번 교차로이다.
인근에는 에버랜드, 호암미술관이 있으며, 교차로 옆에는 1974년 건립된 터키군 한국전쟁 참전 기념비가 있다. 진입로 상당 구간은 영동고속도로 확장 및 마성터널 개통 이전에 영동고속도로 본선으로 활용되었고, 현재도 마성터널 정체시 우회로로 이용되고 있다. 2022년 3월 21일에 개통된 서용인 분기점의 진출입로로도 이용되고 있다.
요금소 외양이 특이한 디자인으로 이루어져 있으며, 2007년경 요금소 디자인을 에버랜드 모양으로 바꾸었다.
2018년 8월 17일 석성로로 향하는 진출입로가 개통되었다.

## 연혁
- 1975년 9월 : 나들목 착공
- 1976년 4월 10일 : 나들목 개통과 함께 영업 개시[1][2]
- 1991년 12월 6일 : 영동고속도로 신갈 분기점 ~ 만종 분기점 77 km 구간 왕복 4차로 확장 공사 착공[3]
- 1994년 12월 12일 : 영동고속도로 신갈 분기점 ~ 만종 분기점 77 km 구간 왕복 4차로 확장 공사 완공[4]
- 2003년 1월 22일 : 용인시 도시계획시설 교통광장에 포곡면 마성리 일원과 구성읍 동백리 일원을 마성 나들목으로 고시[5]
- 2006년 9월 6일 : 나들목 개량을 위해 용인시 도시계획시설 교통광장 변경[6][7]
- 2010년 7월 5일 : 용인시 도시계획시설 교통광장 면적 변경[8]

## 구조물 정보
- 위치: 경기도 용인시 처인구 포곡읍 마성리, 기흥구 동백동
- 영업소: 경기도 용인시 처인구 포곡읍 마성로 1
- 용인 마성터널(1.5 km · 왕복 8차선) : 경기도 용인시 처인구 포곡읍 마성리 석성산 기슭에 위치
- 동백1, 2교
- 마성1교

## 접속하는 도로
- 마성로
- 에버랜드로
- 석성로
- 간접 연결 : 지방도 제321호선 (성산로, 전대 교차로 이용)

## 교통량 정보
| 요금소        | 통행량 (대/일) | 통행량 (대/일) | 통행량 (대/일) | 통행량 (대/일) | 통행량 (대/일) | 통행량 (대/일) | 통행량 (대/일) | 통행량 (대/일) | 통행량 (대/일) | 통행량 (대/일) | 각주  |
| 요금소        | 2001년         | 2002년         | 2003년         | 2004년         | 2005년         | 2006년         | 2007년         | 2008년         | 2009년         | 2010년         | 각주  |
| ------------- | -------------- | -------------- | -------------- | -------------- | -------------- | -------------- | -------------- | -------------- | -------------- | -------------- | ----- |
| 마성 (폐쇄식) | 5,056          | 5,812          | 5,912          | 6,232          | 6,565          | 6,447          | 6,645          | 6,663          | 6,486          | 6,847          | [ 9 ] |
| 요금소        | 2011년         | 2012년         | 2013년         | 2014년         | 2015년         | 2016년         | 2017년         | 2018년         | 2019년         |                | [ 9 ] |
| 마성 (폐쇄식) | 6,238          | 6,273          | 6,324          | 6,500          | 6,775          | 7,073          | 6,829          | 8,066          | 11,342         |                | [ 9 ] |

## 사진

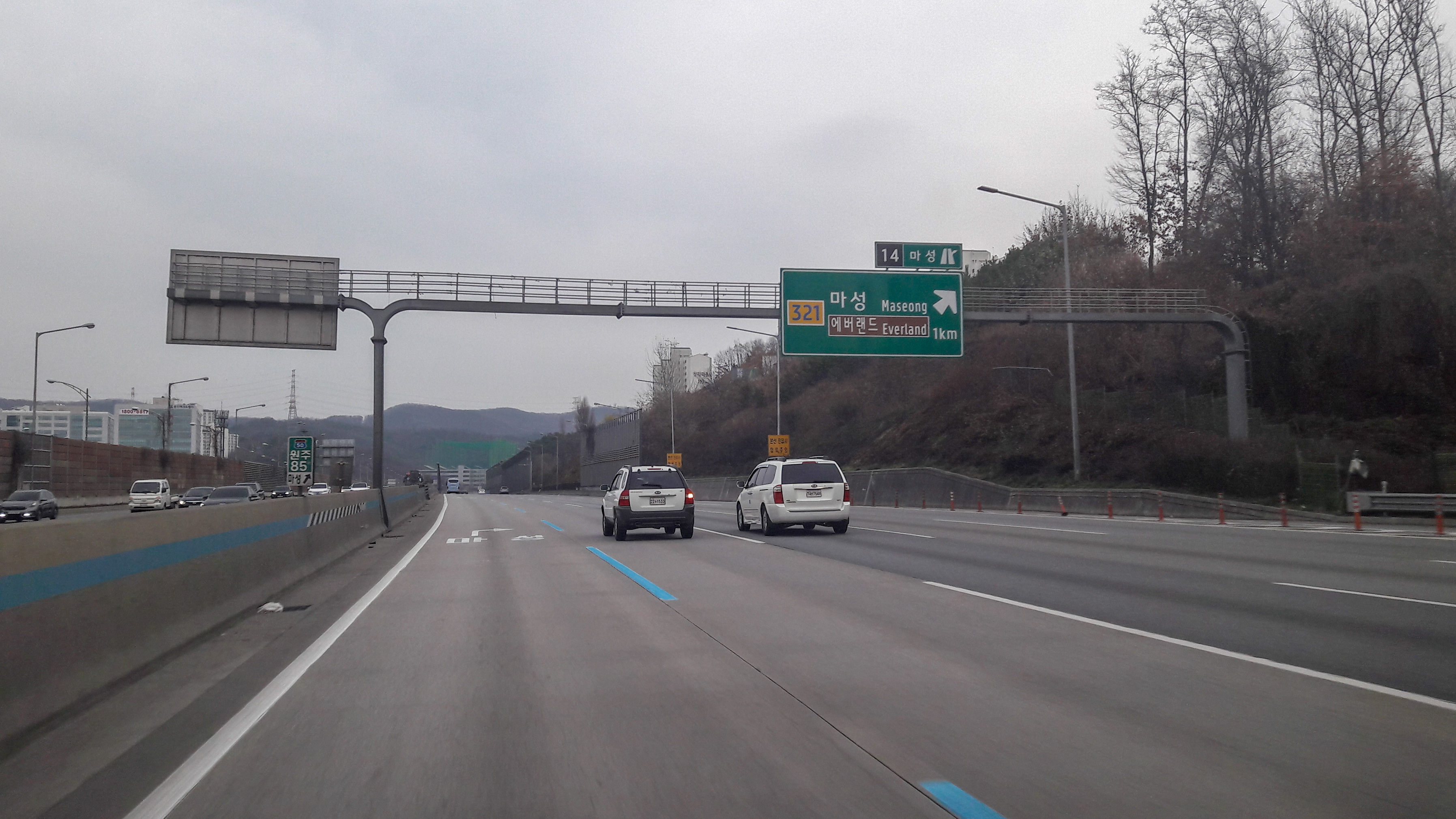
1km 표지판(하행)

## 같이 보기
- 석성산
- 향수산